# Gregory Blaxland
Gregory Blaxland (Fordwich, (Kent), 17 juin 1778-Nouvelle-Galles du Sud, 1er janvier 1853) est un explorateur britannique.

## Biographie

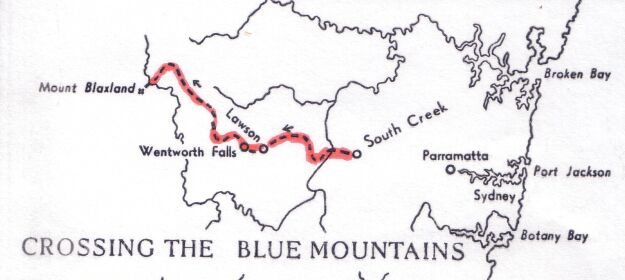
Exploration de Blaxland, Lawson et Wentworth

Né dans une famille de riches propriétaires terriens, Joseph Banks le convainc de partir pour l'Australie. Arrivé en 1806, il 
y achète de longs territoires et se constitue un important troupeau.
En 1814, il dirige une expédition, en compagnie de William Lawson et de William Charles Wentworth, ayant pour but de franchir les Blue Mountains, ce qu'il réussit. C'est le début de l'exploitation de l'intérieur de l'Australie. Blaxland va en outre y importer la culture de la vigne.
En conflit avec le gouverneur Lachlan Macquarie, il se déclare politiquement pour plus de démocratie.
Après la mort de sa femme en décembre 1826 et de son plus jeune fils, il se suicide en 1853. Il est inhumé au cimetière All Saints de Parramatta.

## Œuvres
- The Journal of Gregory Blaxland, 1813
- Journal of a Tour of Discovery Across the Blue Mountains, 1823
- Wine from New South Wales, 1828

## Reconnaissance st distinctions

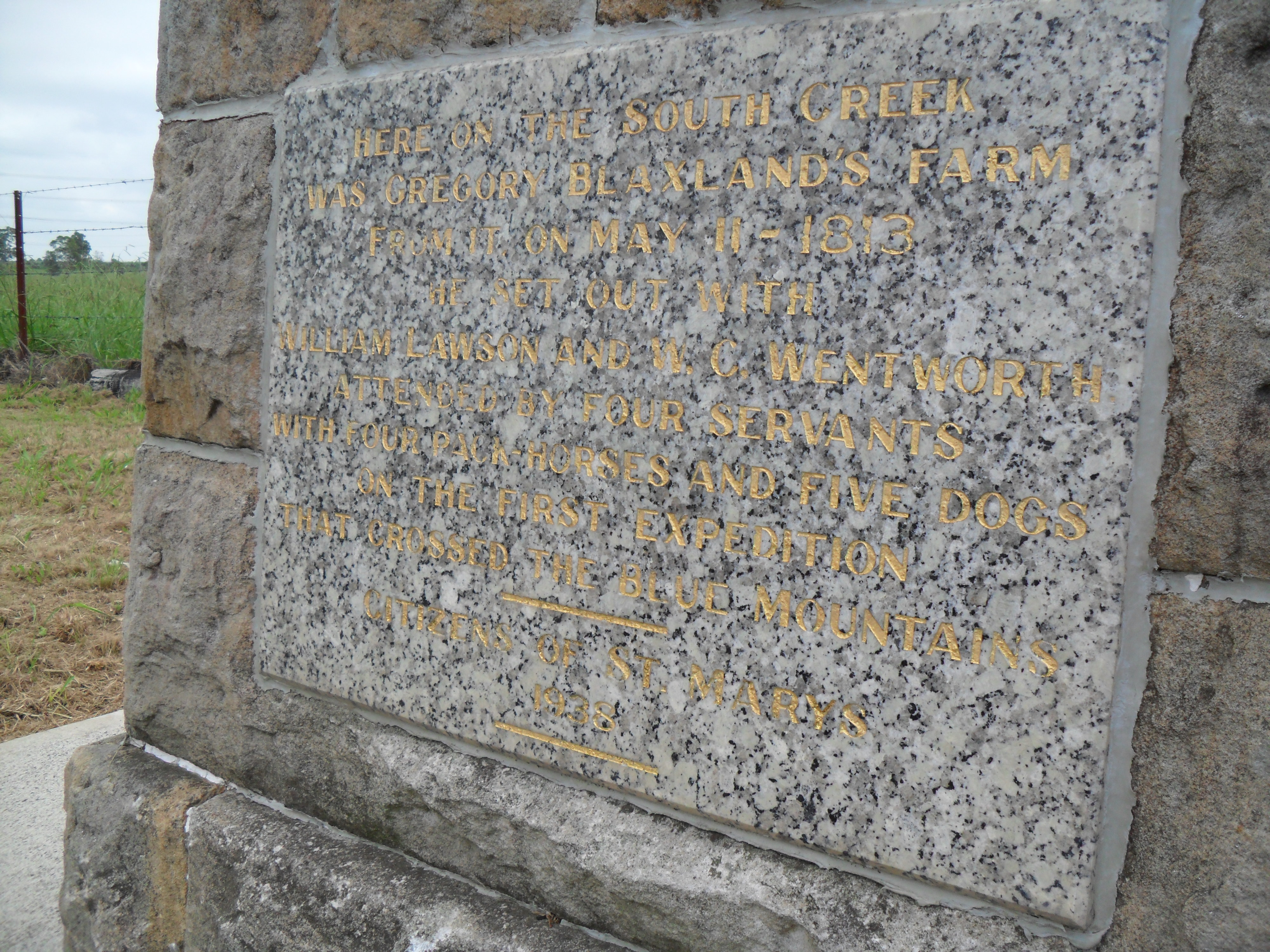
Mémorial Blaxland, Wentworth et Lawson, Luddenham Road

- Médaille d'argent de la Royal Society of Arts (1823)
- Médaille d'or de la Royal Society of Arts (1828)
- Le canton de Blaxland, la Circonscription de Blaxland et le Blaxland Creek (en), ont été nommés en son honneur.
- En 1963, un timbre-poste de l'Australia Post le représente avec Lawson et Wentworth lors de la traversée des Blue Mountains.